# Anatolij Kim
Anatolij Andrejevitj Kim född 15 juni 1939 i Sergievka i Kazakstan, är en rysk författare.
Kim studerade målarkonst och litteratur i Moskva. Han kombinerar storstadsromanens sociologi och psykologi med orientalisk mystik och buddhism.